# Andriy Volokitine
Andriy Volokitine (ou Andreï Volokitine) est un grand maître ukrainien du jeu d'échecs né le 18 juin 1986 à Lviv.
Au 1er février 2023, il est le 72e joueur mondial et le troisième joueur ukrainien avec un classement Elo de 2 667 points.

## Biographie et carrière

### Compétitions de jeunes
Dans les catégories de jeunes, Volokitine a été médaillé au championnat du monde d'échecs de la jeunesse, prenant la médaille d'argent en 1998 dans la catégorie des moins de 12 ans, et la médaille de bronze l'année suivante en moins de 14 ans.

### Grand maître international à quinze ans
En 2001, Volokitine obtient le titre de grand maître international, alors qu'il est âgé de 15 ans. à la fin de l'année, en novembre 2021, il participe au championnat du monde de la Fédération internationale des échecs 2001-2002 (adultes) à Moscou où il est éliminé au premier tour par le Russe Konstantin Sakaïev.

### Triple champion d'Ukraine
En 2004, Volokitine entre dans le top 100 du classement Elo de la Fédération internationale des échecs et remporte le championnat ukrainien
Volokitine remporte trois fois le championnat d'Ukraine d'échecs : en 2004, 2015 et en 2021.

### Quatrième du championnat d'Europe 2012
En 2005, Volokitine finit premier, ex æquo avec Boris Guelfand, du tournoi principal du festival d'échecs de Bienne.
En 2012, Volokitine finit 1er-12e du championnat d'Europe d'échecs individuel avec 8 points sur 11 et quatrième au départage.
En 2016, il remporte le mémorial Milan Vidmar.

### Compétitions par équipe
En 2004, Volokitine fait partie de l'équipe victorieuse à l'Olympiade de Calvià.
En 2012, il marque 6 points sur 9 au troisième échiquier à l'Olympiade d'échecs de 2012 et remporte la médaille de bronze par équipe.
En 2016, Volokitine remporte la médaille d'argent par équipe et la médaille d'or individuelle à l'échiquier de réserve à l'Olympiade de Bakou . Il remporta également la médaille d'or du meilleur joueur de l'olympiade en marquant 8,5 points sur 9 et réalisant la meilleure performance Elo de la compétition (2 992 points).
En 2021, il remporte avec l'équipe d'Ukraine le championnat d'Europe d'échecs des nations devant l'équipe de France. Auparavant, avec Volokitine, l'Ukraine avait fini troisième de la compétition en 2009 et deuxième (médaille d'argent) en 2019.

### Coupes du monde
Volokitine participa à cinq coupes du monde :
| Année | Lieu            | Résultat      | Ultime adversaire     | Adversaires battus       |
| ----- | --------------- | ------------- | --------------------- | ------------------------ |
| 2005  | Khanty-Mansiïsk | premier tour  | Sang Cao.             |                          |
| 2007  | Khanty-Mansiïsk | deuxième tour | Zhou Jianchao         | Lê Quang Liêm            |
| 2013  | Tromsø          | premier tour  | Ray Robson            |                          |
| 2015  | Bakou           | premier tour  | Aleksandr Grichtchouk |                          |
| 2023  | Bakou           | deuxième tour | Daniele Vocaturo      | (exempt au premier tour) |

## Publication
- Perfect Your Chess, en collaboration avec Vladimir Grabinsky, Éditions Gambit, 2007  (ISBN 1-904600-82-4)